# Wojciech Jelski
Wojciech Józef Jelski – polski naukowiec, lekarz, diagnosta laboratoryjny, doktor habilitowany nauk medycznych.

## Życiorys
W 1995 ukończył kierunek lekarski. W 1997 zatrudniony jako asystent w Zakładzie Diagnostyki Biochemicznej Akademii Medycznej w Białymstoku. W 2003 pod kierunkiem prof. Macieja Szmitkowskiego obronił pracę doktorską "Aktywność dehydrogenazy alkoholowej i dehydrogenazy aldehydowej w narządach pierwszego etapu metabolizmu alkoholu etylowego u człowieka" uzyskując stopień naukowy doktora nauk medycznych. W 2009 na podstawie osiągnięć naukowych i złożonej rozprawy "Aktywność i znaczenie diagnostyczne dehydrogenazy alkoholowej i jej izoenzymów oraz dehydrogenazy aldehydowej w nowotworach układu pokarmowego" uzyskał stopień naukowy doktora habilitowanego nauk medycznych. Posiada specjalizację z diagnostyki laboratoryjnej.
Zatrudniony na stanowisku adiunkta w Zakładzie Diagnostyki Biochemicznej UMB. Członek Sądu Koleżeńskiego oddziału białostockiego Polskiego Towarzystwa Diagnostyki Laboratoryjnej.